# Svanssjöpungar
Svanssjöpungar eller appendikularier (Copelata?) är en ordning i understammen manteldjur och den enda systematiska gruppen i klassen Larvacea (även benämnd Appendicularia, vilket är det vetenskapliga namn på klassen som bland annat Artdatabanken förespråkar). Ordningen utgörs av cirka 70 kända och ett kanske rätt stort antal ännu ej beskrivna arter, fördelade på tre familjer.

## Kännetecken
Individerna i ordningen är genomskinliga och små. De saknar en mantel men räknas ändå till manteldjur. Copelata genomgår en metamorfos men de vuxna djuren skiljer sig inte avsevärd från larverna och de liknar avlägset grodyngel i utseende. Kroppen blir 1 (släkte Oikopleura) till 25 (Bathochordaeus) millimeter lång och består av bålen med de inre organen och svansen som har ryggsträngen i sitt centrum.
Bålen producerar ett slemmigt hölje som omsluter hela djuret (Oikopleura och Bathochordaeus) eller bara svansen (Fritillaria). Med det nätartade höljet samlar djuret plankton. Djurets och höljets konsistens påminner om gelatin.

## Levnadssätt
Copelata lever som filtrerare i pelagiala havsströmmar. Genom svansens rörelse skapas små vattenströmmar som för födan till bålen. Individer som känner sig hotade kan lämna sitt hölje och bilda ett nytt hölje. Oavsett denna försvarsmekanism utgör de födan för många andra djur, till exempel ansjovisfiskar. En del arter har lysande celler i höljet som ska förvirra fiender när det egentliga djuret flyr från platsen.
Hos Copelata förekommer uteslutande sexuell fortplantning, med undantag av Oikopleura dioica alla är hermafroditer. Sädescellerna lämnas till det omgivande vattnet och hela djuret rivs upp när det avsöndrar äggen så att den vuxna individen dör. Vid bra tillgång till föda produceras många könsceller under kort tid och populationen blomstrar.

## Systematik
World Register of Marine Species räknar upp 64 arter fördelade på följande familjer och släkten:
- Fritillariidae
  - Fritillaria
  - Appendicularia
  - Tectillaria
- Kowalevskiidae
  - Kowalevskia
- Oikopleuridae
  - Althoffia
  - Mesoikopleura
  - Pelagopleura
  - Sinisteroffia
  - Chunopleura
  - Folia
  - Megalocercus
  - Oikopleura
  - Stegosoma
  - Mesochordaeus
  - Bathochordaeus